# Blue Bird Aviation
Blue Bird Aviation ist eine sudanesische Fluggesellschaft mit Sitz in Khartum und Basis auf dem Flughafen Khartum.

## Unternehmen
Blue Bird Aviation wurde 1989 gegründet. Sie führt neben Charterflügen auch Flugzeugabfertigungen und Luftfahrzeug-Instandhaltungen durch.

## Flotte
Mit Stand November 2021 besteht die Flotte der Blue Bird Aviation aus vier Flugzeugen mit einem Durchschnittsalter von 26,4 Jahren:
| Flugzeugtyp            | aktiv | bestellt | Anmerkungen | Sitzplätze |
| ---------------------- | ----- | -------- | ----------- | ---------- |
| Bombardier CRJ100      | 2     |          |             |            |
| De Havilland DHC-8-200 | 1     |          |             | 37         |
| Fokker 50              | 1     |          |             | 50         |
| Gesamt                 | 4     | –        |             |            |